# Epilohmannia cylindrica
Epilohmannia cylindrica is een mijtensoort uit de familie van de Epilohmanniidae. De wetenschappelijke naam van de soort werd voor het eerst geldig gepubliceerd in 1904 door Berlese als Lohmannia cylindrica.